# Unitárius Szószék
Az Unitárius Szószék prédikációkat, előadásokat és más, a gyakorlati teológia tárgykörébe tartozó dolgozatokat közlő folyóirat. Székhelye Székelyudvarhelyen volt. Megjelent 1907-1943 között, újraindult 1999-ben.

## Története
Előzménye egy ezzel a címmel 1896-ban megjelent beszédgyűjtemény Simó János tordai lelkész szerkesztésében, amelyben 61 lelkész 81 dolgozata kapott helyet. 1906-ban az Egyetemes Unitárius Lelkészkör gyűlése határozta el újbóli kiadását, immár folyóiratként, és megválasztotta a szerkesztőket Deák Miklós szentmihályi, Vári Albert székelyudvarhelyi és Balázs András kénosi lelkész személyében. 1907-ben jelent meg Székelyudvarhelyen az első, negyedévi füzete. 1911-től szerkesztőbizottsága: Bölöni Vilmos, Deák Miklós és Ürmösi József. 1919–20-ban szünetelt. 1921-től (a XIV–XVII. kötetet) Ürmösi József, 1924-től Balázs András, 1930–31-ben Benczédi Pál, 1932-től 1940-ig Sigmond József szerkesztette. 1941-ben szünetelt, 1942–43-ban Kelemen Imre volt a szerkesztője. (Tévedés folytán 1923-ban a XVI/1–2. füzet után XVII. évfolyamot nyomtak a folyóiratra, s ezt a hibát később sem korrigálták. Az 1942. évi XXXIV. kötetben is van egy hiba: a 3–4. számot tévesen XXXI. kötetnek számozták.) A folyóiratnak jeles munkatársai voltak, köztük Weress Béla, Simén Dániel unitárius lelkészek, egyházi írók.
Imákat, ágendákat, bibliamagyarázatokat, egyházi beszédeket, gyakorlati és tudományos dolgozatokat közölt; Szemle és Lapszemle rovataiban unitárius egyházi kiadványokra hívta fel az olvasók figyelmét. 1999-ben az Unitárius Lelkészek Országos Szövetsége újraindította.